# Conometopus sulcaticollis
Conometopus sulcaticollis är en insektsart som först beskrevs av Blanchard 1851.  Conometopus sulcaticollis ingår i släktet Conometopus och familjen Ommexechidae. Inga underarter finns listade i Catalogue of Life.